# 433
Cette page concerne l'année 433  du calendrier julien. Pour l'année 433 av. J.-C., voir 433 av. J.-C. Pour le nombre 433, voir 433 (nombre).
L'année 433 est une année commune qui commence un dimanche.

## Événements
- 1er janvier : début du consulat de Théodose II en Orient (XIVe) et de Maxime Pétrone en Occident[1].
- Printemps : Aetius, qui a cherché refuge successivement à Rome, en Dalmatie, en Pannonie et enfin dans l'empire hunnique, conclut un traité d'amicitia avec le roi hun Ruga qui reçoit le statut de roi fédéré dans les provinces danubiennes de Valérie-Pannonie première[2]. Aetius revient en Italie à la tête d’une armée hunnique[3].
- 23 avril : discours de Cyrille d'Alexandrie qui annonce la paix qu'il a fait avec Jean d'Antioche[4] après la signature du symbole d'union dans lequel Nestorius est condamné[5].
- Début de l'automne : Aetius marche sur Ravenne[2] ; le magister militum Sébastien, gendre de Boniface, s'enfuit à Constantinople où il reste jusqu'en 444[6]. Aetius contraint Galla Placidia à le rétablir dans ses dignités[3].

- L’Empire d’Orient cherche des alliances de revers contre les Huns parmi les tribus Amilzur, Itimar, Tonsur et Boïsque. Ruga proteste et envoie son représentant à Constantinople. En même temps, il attaque la Thrace (433-automne 434). Il meurt pendant l’expédition[7].

## Naissances en 433
- Mitre d'Aix, saint catholique, à Thessalonique.

## Décès en 433
- Xie Lingyun, poète chinois.
- Jean Cassien, homme d'Église (date probable).